# Monasterio de Key
Kye Gompa (en tibetano: དཀྱིལ་དགོན་, en Wylie: Dkyil Dgon; también escrito Kyi, Ki, Key o Kee) es un monasterio budista tibetano de la secta Gelug ubicado en la cima de una montaña a una altitud de 4.166 metros sobre el nivel del mar, en el valle de Spiti de Himachal Pradesh, distrito de Lahaul y Spiti, India.
Es el monasterio más grande del valle de Spiti y un centro de formación religiosa para lamas. Se dice que tenía 100 monjes en 1855.
El monasterio fue fundado en el siglo XI y está dedicado a Lochen Tulku, la 24.ª reencarnación del gran traductor Lotsawa Rinchen Zangpo.
Se encuentra a unos 12 km al norte de Kaza y a 210 km de Manali por carretera.
Este monasterio fue el escenario principal de la película española Valle de sombras (2024), con múltiples escenas grabadas en la propia aldea.

## Galería

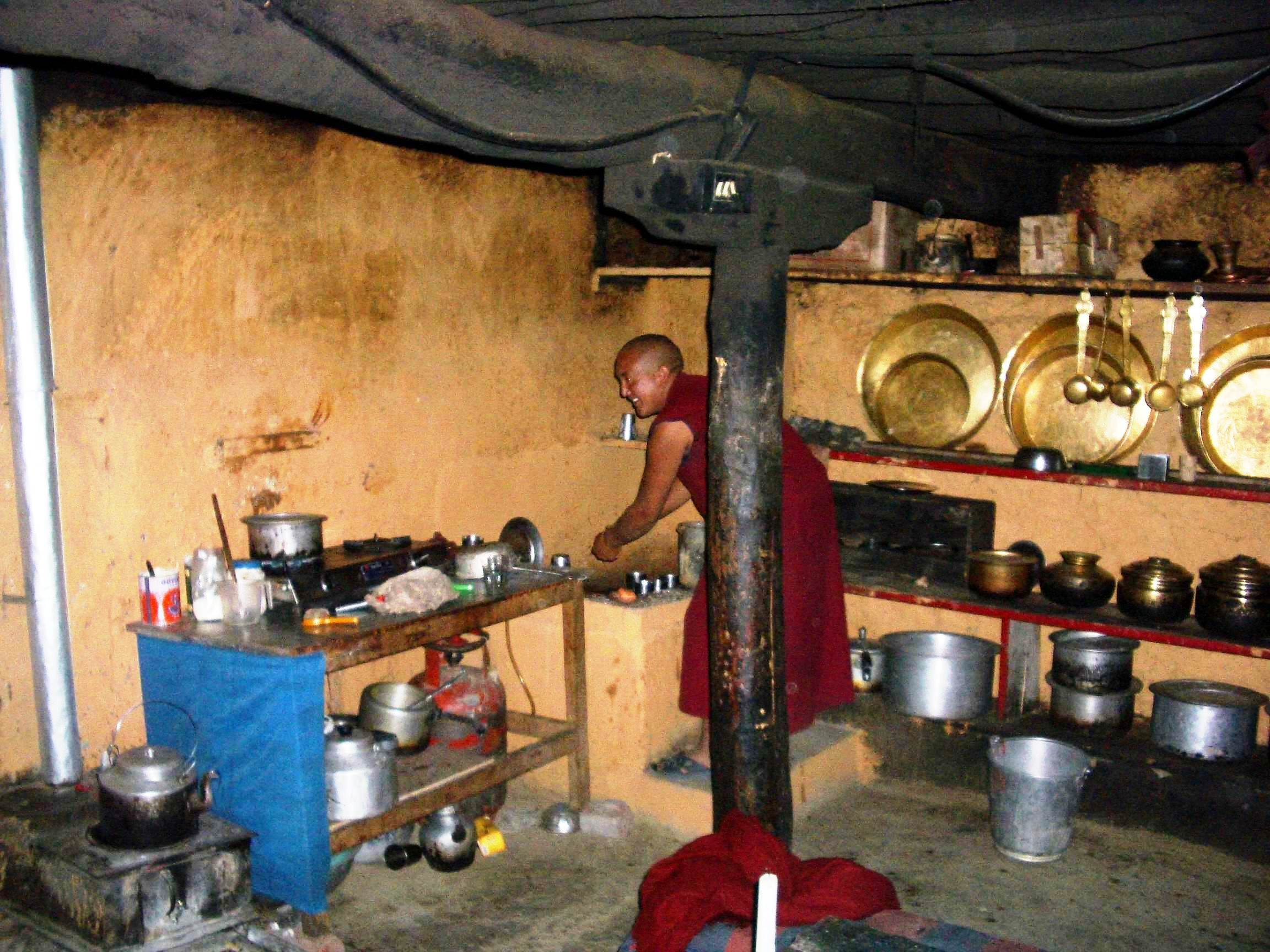
Cocina del Monasterio de Key (2004).
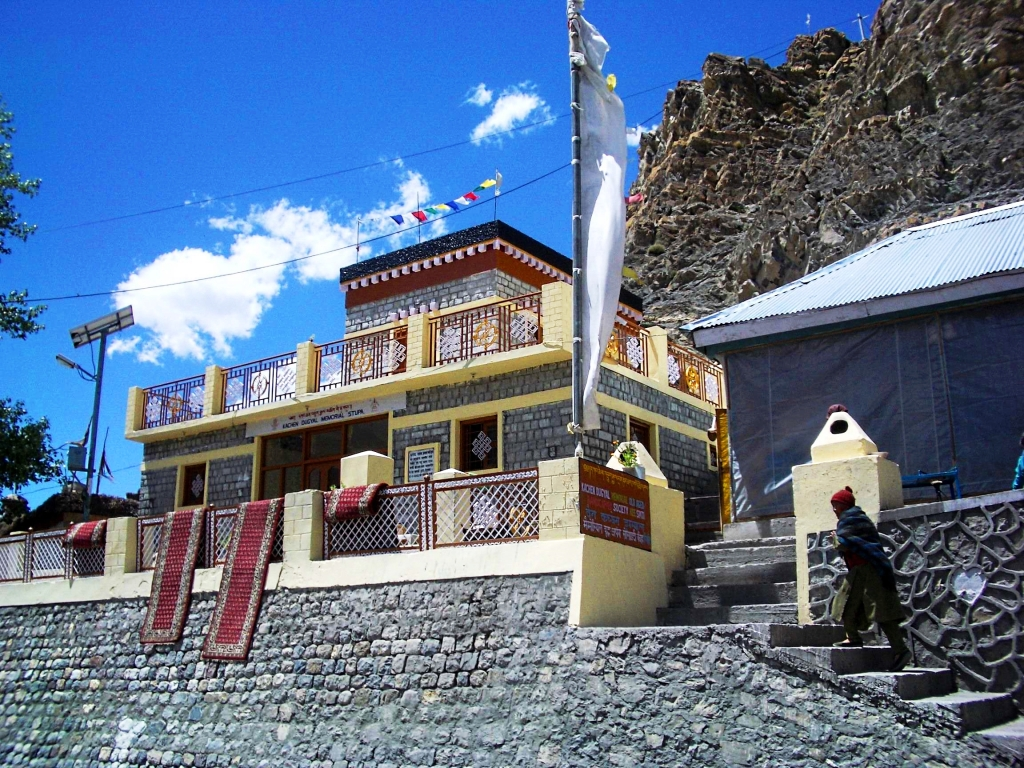
Memorial a los ancianos, Monasterio de Key (2004).
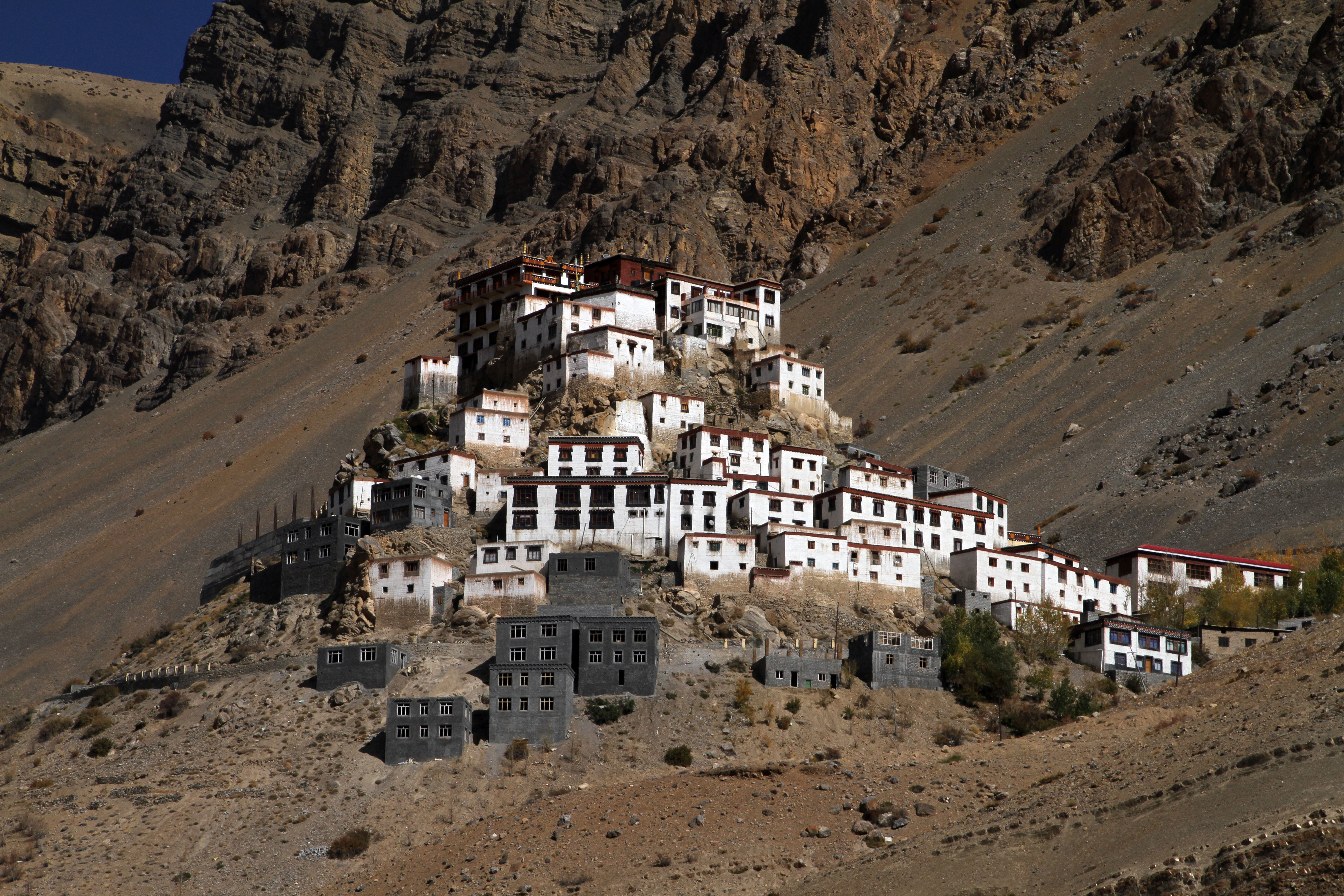
Vista general.
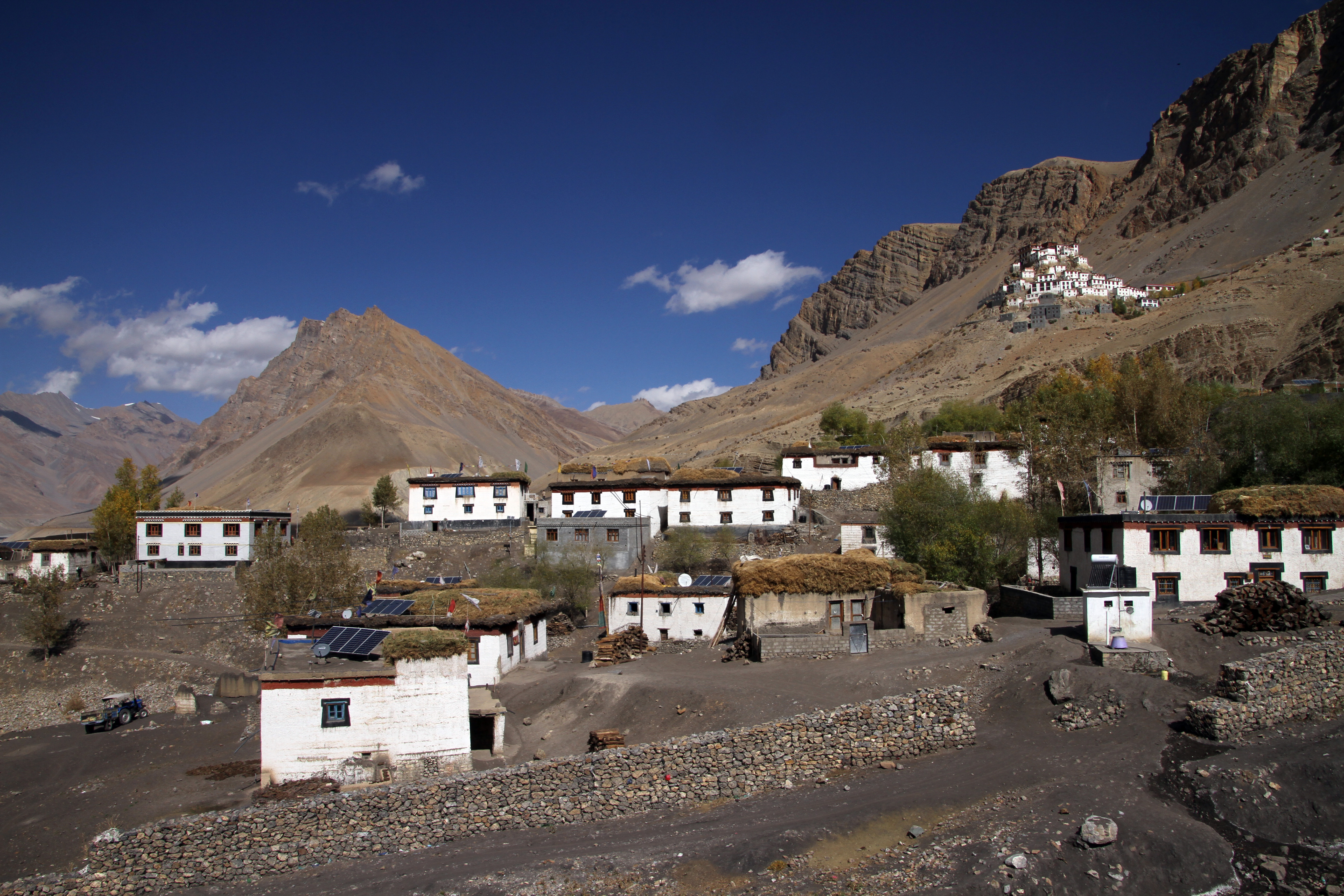
Aldea de Key.
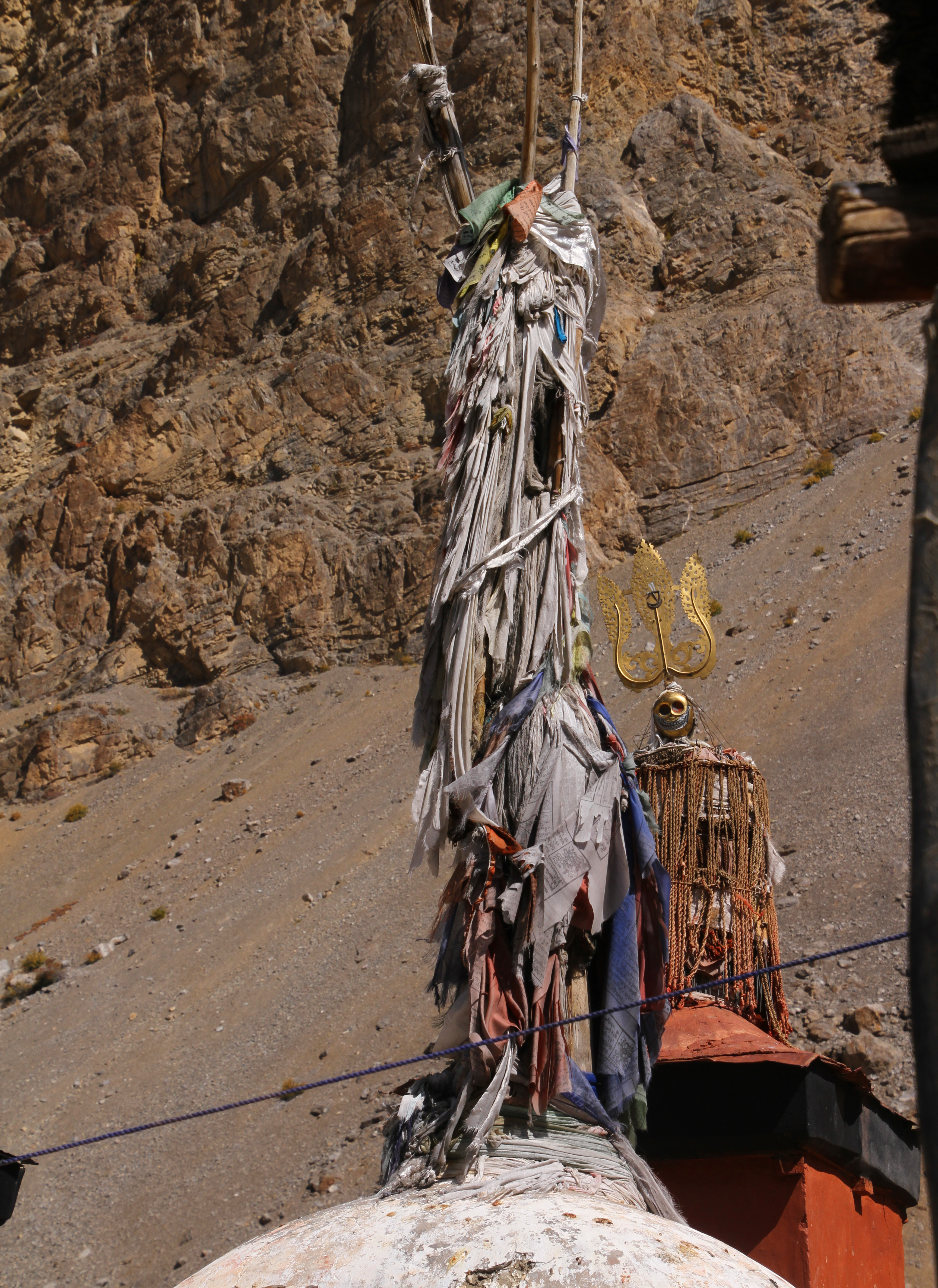
Señales espirituales.
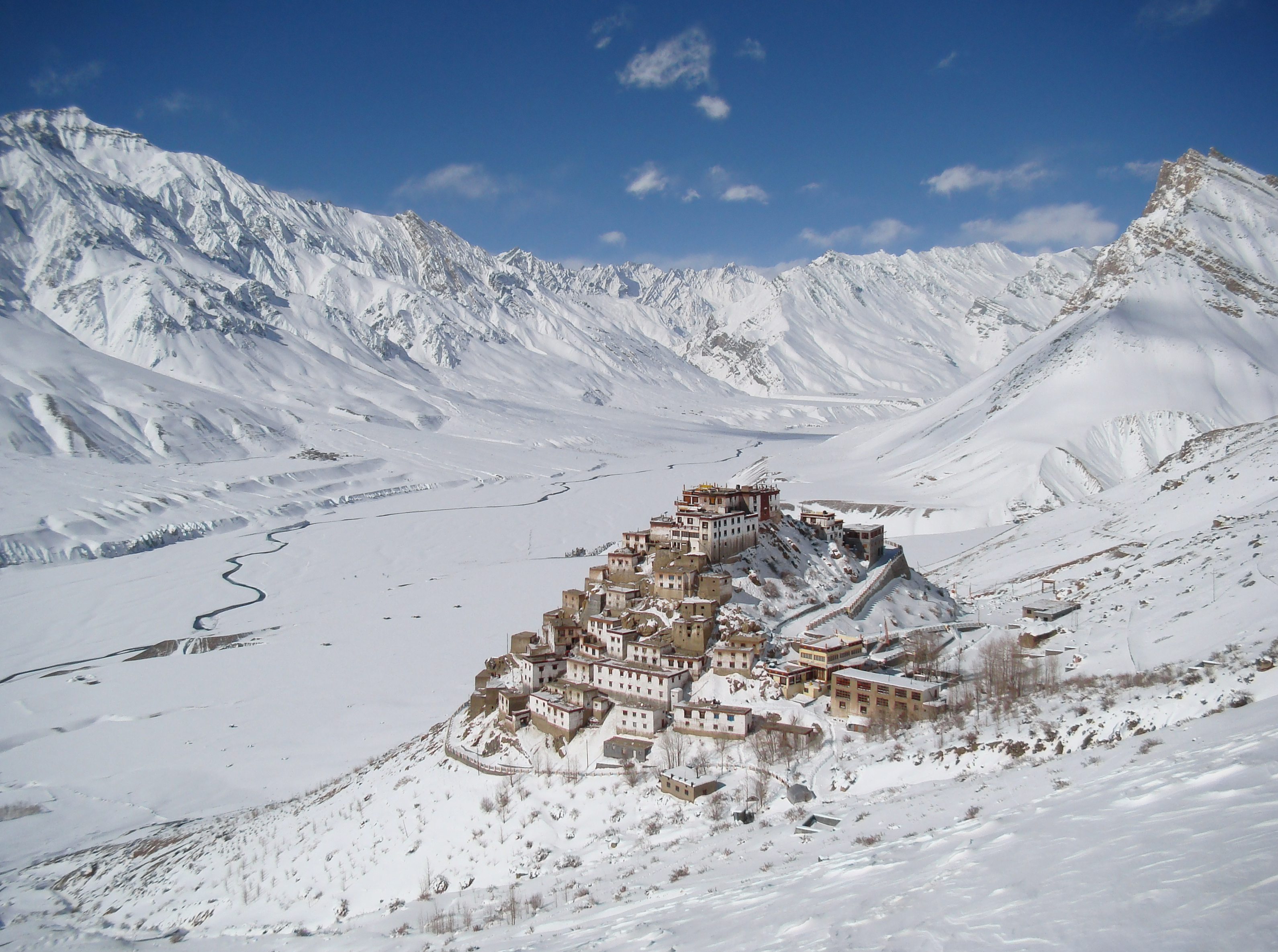
Cubierto de nieve en invierno.
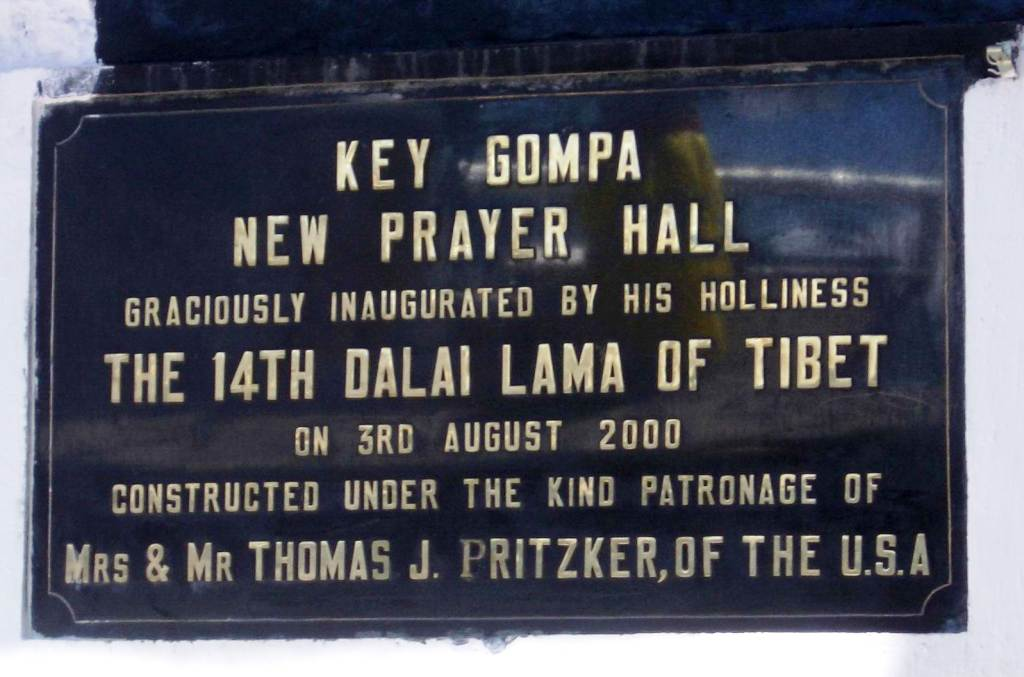
Placa dedicatoria.